# Communauté de communes du Val de Nièvre et Environs
Die Communauté de communes du Val de Nièvre et Environs war ein französischer Gemeindeverband mit der Rechtsform einer Communauté de communes im Département Somme in der Region Hauts-de-France. Sie wurde am 4. Dezember 1992 gegründet und umfasste 20 Gemeinden. Der Verwaltungssitz befand sich im Ort Flixecourt.

## Historische Entwicklung
Am 1. Januar 2017 wurde der Gemeindeverband mit der Communauté de communes de l’Ouest d’Amiens zur neuen Communauté de communes Nièvre et Somme zusammengeschlossen.

## Ehemalige Mitgliedsgemeinden
1. Berteaucourt-les-Dames
2. Bettencourt-Saint-Ouen
3. Bouchon
4. Canaples
5. Domart-en-Ponthieu
6. Flixecourt
7. Franqueville
8. Fransu
9. Halloy-lès-Pernois
10. Havernas
11. Lanches-Saint-Hilaire
12. L’Étoile
13. Pernois
14. Ribeaucourt
15. Saint-Léger-lès-Domart
16. Saint-Ouen
17. Surcamps
18. Vauchelles-lès-Domart
19. Vignacourt
20. Ville-le-Marclet